# E la nave va
E la nave va è un film del 1983 diretto da Federico Fellini.

## Trama
1914: il piroscafo "Gloria N." salpa dal molo n. 10 di un non meglio definito porto di Napoli con a bordo le ceneri della "divina" cantante lirica Edmea Tetua. Meta della crociera: l'isoletta di Erimo nel Mar Egeo, nelle cui acque - per ottemperare alle ultime volontà del soprano - le ceneri dovranno essere sparse.
A bordo della nave, celebrità varie, nobili e amici della defunta artista, descritti con un'ironia comprensiva e impietosa al tempo stesso dal giornalista Orlando, a bordo per redigere una cronaca dell'evento. A bordo è presente persino un rinoceronte, ammalato di tristezza d'amore, che saltuariamente viene visitato dai passeggeri.
Il corso della Storia irrompe però con forza: a Sarajevo il granduca Francesco Ferdinando è ucciso e scoppia la Prima guerra mondiale; contemporaneamente, il comandante della nave si trova costretto a dover soccorrere dei naufraghi serbi.
In vista della meta, il piroscafo italiano incrocia una corazzata austriaca e viene colpito ed affondato.
Nell'ultima scena il giornalista Orlando informa il pubblico del fatto che i passeggeri non sono tutti morti:
Un idrovolante ha recuperato i superstiti della scialuppa Aurora [...] La scialuppa Stella del nord è miracolosamente arrivata ad Ancona [...] Per quanto mi riguarda io ho una grande notizia da darvi: Lo sapevate che il rinoceronte dà un ottimo latte?
Nel dir questo il giornalista si scherma le labbra con la mano per non farsi sentire dal rinoceronte, il secondo passeggero della barca, che finalmente sereno, mangia un ciuffo d'erba.

## Riconoscimenti
- 1984 - David di Donatello
  - Miglior film a Federico Fellini e Franco Cristaldi
  - Miglior sceneggiatura a Federico Fellini e Tonino Guerra
  - Miglior fotografia a Giuseppe Rotunno
  - Miglior scenografia a Dante Ferretti
  - Nomination Miglior regia a Federico Fellini
  - Nomination Miglior produttore a Franco Cristaldi
  - Nomination Miglior colonna sonora a Gianfranco Plenizio
  - Nomination Migliori costumi a Maurizio Millenotti
  - Nomination Miglior montaggio a Ruggero Mastroianni
- 1984 - Nastro d'argento
  - Regista del miglior film a Federico Fellini
  - Miglior fotografia a Giuseppe Rotunno
  - Miglior scenografia a Dante Ferretti
  - Migliori costumi a Maurizio Millenotti
  - Migliori effetti speciali
- 1984 - Globo d'oro
  - Miglior film a Federico Fellini e Franco Cristaldi
- 1986 - Premi Sant Jordi
  - Miglior film straniero (Italia)

## La figura del rinoceronte

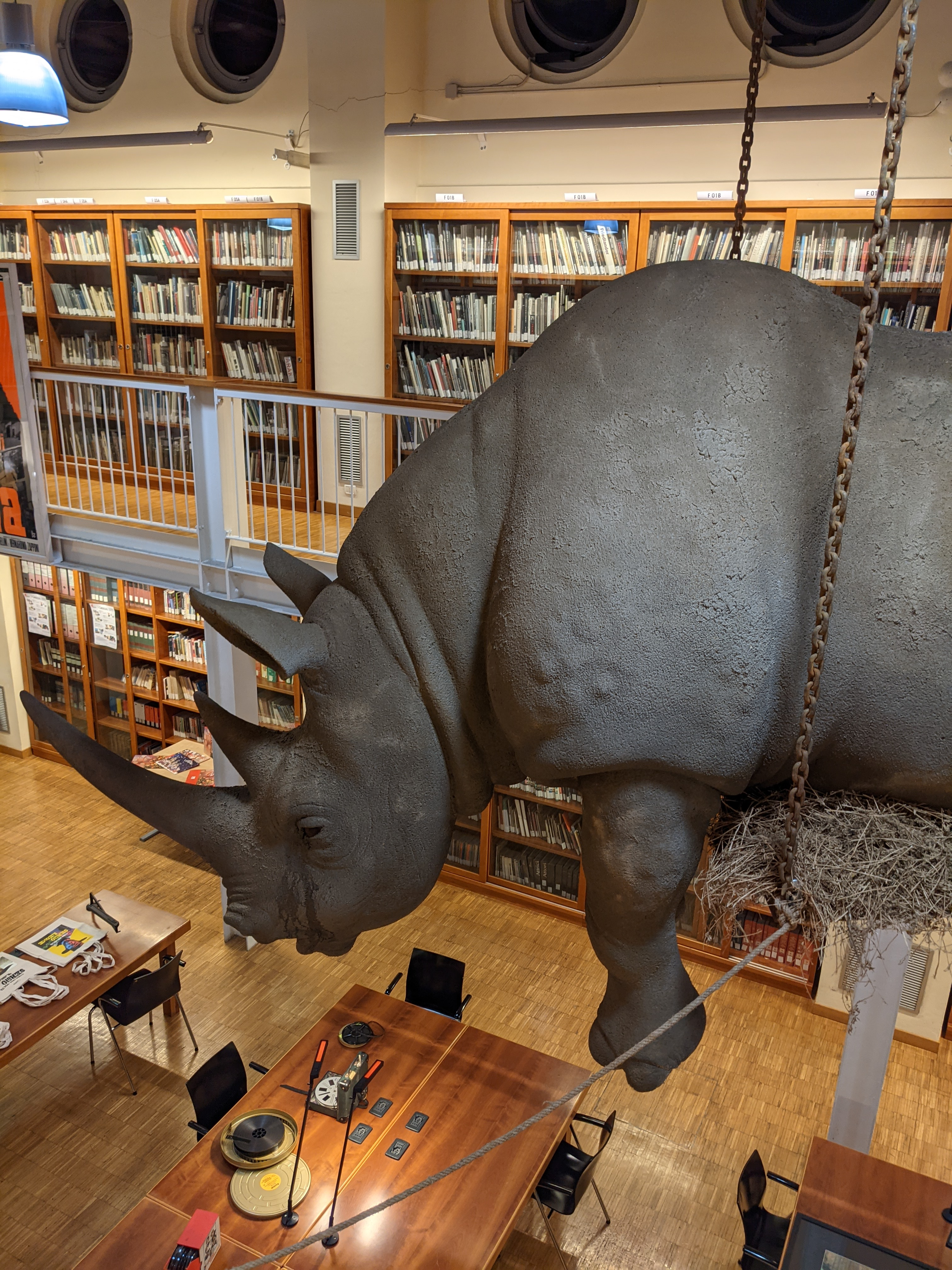
Riproduzione del rinoceronte del film in esposizione alla Biblioteca Renzo Renzi, Cineteca di Bologna.

Nella sceneggiatura del film, scritta dal regista riminese con Tonino Guerra, si legge:
E su questo (non) si chiude la storia. Manca la parola "fine" e nel vuoto del racconto si inabissano le domande. Fino al termine della sua vita, a Fellini hanno chiesto il senso del latte di rinoceronte:
(tratto da Fellini. Raccontando di me, conversazioni con Costanzo Costantini, Editori Riuniti, Roma, 1996, pp. 182-185)
E ancora:
«Faccio un film alla stessa maniera in cui vivo un sogno, che è affascinante finché rimane misterioso e allusivo e rischia di diventare insipido quando viene spiegato. Come adesso».
«Gli esperti in viaggi per mare mi hanno assicurato che quasi sempre c'è un rinoceronte a bordo. Scherzi a parte, io dico come Picasso: non cerco, trovo. Mi è apparso un rinoceronte in questa barca e trovo che ci sta benissimo. E basta».
«[...] prima di tutto i naufragi non sono poi un disastro. La prova è che alcuni si salvano, ed è anche l'occasione di un rinnovamento. Quindi prima di tutto al naufragio si può sopravvivere, anzi, si può trovare anche dell'ottimo latte di rinoceronte, il che non è una piccola cosa». 
«Provate a bere il latte di rinoceronte e vedrete che la vostra barchetta non affonda, ma riesce a galleggiare miracolosamente, proprio per questa accettazione degli aspetti oscuri e irrazionali di voi stessi».
Su richiesta di Fellini, lo scultore maceratese Valeriano Trubbiani ha realizzato il rinoceronte, a grandezza quasi naturale - di gommapiuma e catrame – e i modellini della corazzata austroungarica che affonda la Gloria N., che, secondo le indicazioni ricevute dal regista,: «... deve far pensare ad una fortezza, una muraglia, la torre di Babele, un ammasso di nuvole, e deve esprimere una potenza truculenta, arrogante e ottusa».
Il tema del rinoceronte femmina è stato poi sviluppato da Valeriano Trubbiani con la realizzazione della Mater amabilis, gruppo scultoreo collocato nella piazza Pertini nel centro di Ancona:
(Valeriano Trubbiani, da Mater Amabilis, un gruppo scultoreo ad Ancona)

## Riferimenti artistici
Oltre alla Mater amabilis di Trubbiani, altro riferimento monumentale al film E la nave va... è  il monumento, sito nel cimitero di Rimini, sotto il quale riposano Federico Fellini, Giulietta Masina e il loro figlio Federichino, morto prematuramente. La scultura, opera di Arnaldo Pomodoro, è intitolata Le Vele.

## Curiosità
- Il personaggio del comandante della nave (interpretato da Antonio Vezza e doppiato da Sergio Rossi) si chiama  Roberto De Leonardis in omaggio al vero Roberto De Leonardis, noto adattatore e traduttore nel mondo del doppiaggio, che ha curato la versione italiana del film.
- Nella sceneggiatura originale il piroscafo "Gloria N." salpa dal porto di Napoli. Nel film compare la ballerina e coreografa tedesca Pina Bausch.